# Ола Абу Зекрі
Ола Абу Зекрі (нар. 20 червня 1987) — колишня єгипетська тенісистка.
Найвищу одиночну позицію світового рейтингу — 441 місце досягла 20 липня 2015, парну — 440 місце — 29 лютого 2016 року.
Здобула 2 одиночні та 9 парних титулів туру ITF.

## Фінали ITF

### Одиночний розряд: 6 (2–4)
| Легенда         |
| --------------- |
| Турніри $25,000 |
| Турніри $10,000 |

| Фінали за покриттям |
| ------------------- |
| Тверде (2–4)        |
| Ґрунт (0–0)         |

| Результат | Ранг | Дата           | Турнір                   | Покриття | Суперниця            | Рахунок       |
| --------- | ---- | -------------- | ------------------------ | -------- | -------------------- | ------------- |
| Поразка   | 1.   | 1 червня 2014  | ITF Шарм-еш-Шейх, Єгипет | Тверде   | Сусанне Селік        | 1–6, 2–6      |
| Перемога  | 1.   | 31 серпня 2014 | ITF Шарм-еш-Шейх         | Тверде   | Sara Ottomano        | 7–6(3), 6–4   |
| Перемога  | 2.   | 7 червня 2015  | ITF Шарм-еш-Шейх         | Тверде   | Жакеліне Кабадж Авад | 6–1, 1–6, 6–3 |
| Поразка   | 2.   | 12 липня 2015  | ITF Шарм-еш-Шейх         | Тверде   | Астра Шарма          | 3–6, 6–2, 0–6 |
| Поразка   | 3.   | 30 серпня 2015 | ITF Шарм-еш-Шейх         | Тверде   | Катаріна Завацька    | 6–2, 2–6, 3–6 |
| Поразка   | 4.   | 29 травня 2016 | ITF Шарм-еш-Шейх         | Тверде   | Theo Gravouil        | 1–6, 3–6      |

### Парний розряд: 32 (9–23)
| Легенда         |
| --------------- |
| Турніри $15,000 |
| Турніри $10,000 |

| Фінали за покриттям |
| ------------------- |
| Тверде (7–17)       |
| Ґрунт (2–6)         |

| Результат | Ранг | Дата              | Турнір                   | Покриття | Партнерка                  | Суперниці                                 | Рахунок              |
| --------- | ---- | ----------------- | ------------------------ | -------- | -------------------------- | ----------------------------------------- | -------------------- |
| Поразка   | 1.   | 15 вересня 2013   | ITF Шарм-еш-Шейх, Єгипет | Тверде   | Гай Ао                     | Giulia Bruzzone Alina Mikheeva            | 6–4, 4–6, [4–10]     |
| Перемога  | 1.   | 20 жовтня 2013    | ITF Шарм-еш-Шейх         | Тверде   | Каріна Вендітті            | Полін Пає Liudmila Vasilyeva              | 6–4, 6–4             |
| Поразка   | 2.   | 31 березня 2014   | ITF Шарм-еш-Шейх         | Тверде   | Маяр Шеріф                 | Яна Фетт Олександра Корашвілі             | 4–6, 5–7             |
| Поразка   | 3.   | 23 червня 2014    | ITF Шарм-еш-Шейх         | Тверде   | Джан Абаза                 | Маґалі Кемпен Анна Моргіна                | 4–6, 6–3, [2–10]     |
| Перемога  | 2.   | 30 червня 2014    | ITF Шарм-еш-Шейх         | Тверде   | Джан Абаза                 | Елені Кордолаймі Деспойна Воґасарі        | 6–4, 3–6, [10–7]     |
| Поразка   | 4.   | 26 жовтня 2014    | ITF Шарм-еш-Шейх         | Тверде   | Катерина Яшина             | Diana Bogoliy Поліна Лейкіна              | 3–6, 1–6             |
| Перемога  | 3.   | 21 березня 2015   | ITF Шарм-еш-Шейх         | Тверде   | Kateryna Sliusar           | Aimee Gibson Кейті Свон                   | 6–2, 6–4             |
| Поразка   | 5.   | 4 травня 2015     | ITF Шарм-еш-Шейх         | Тверде   | Анастасія Харченко         | Britt Geukens Dhruthi Tatachar Venugopal  | 2–6, 6–7             |
| Поразка   | 6.   | 17 травня 2015    | ITF Шарм-еш-Шейх         | Тверде   | Джулія Терзійська          | Elena-Teodora Cadar Анастасія Харченко    | 2–6, 3–6             |
| Поразка   | 7.   | 22 червня 2015    | ITF Шарм-еш-Шейх         | Тверде   | Елені Кордолаймі           | Прартхана Томбаре Ева Ваканно             | 4–6, 6–7(5)          |
| Поразка   | 8.   | 5 липня 2015      | ITF Шарм-еш-Шейх         | Тверде   | Елені Кордолаймі           | Luisa Marie Huber Amelie Intert           | 2–6, 6–2, [7–10]     |
| Перемога  | 4.   | 12 липня 2015     | ITF Шарм-еш-Шейх         | Тверде   | Shweta Rana                | Varvara Kuznetsova Katya Malikova         | 6–3, 4–6, [10–7]     |
| Поразка   | 9.   | 5 жовтня 2015     | ITF Шарм-еш-Шейх         | Тверде   | Ана Веселинович            | Фрея Крісті Александра Райлі              | 6–7(9), 6–3, [8–10]  |
| Поразка   | 10.  | 29 листопада 2015 | ITF Каїр, Єгипет         | Ґрунт    | Ana Bianca Mihăilă         | Сандра Самір Naomi Totka                  | 5–7, 7–6(7), [11–13] |
| Поразка   | 11.  | 16 січня 2016     | ITF Каїр                 | Ґрунт    | Десіпна Папаміхаїл         | Петра Крейсова Шанталь Шкамлова           | 4–6, 0–6             |
| Поразка   | 12.  | 31 січня 2016     | ITF Каїр                 | Ґрунт    | Десіпна Папаміхаїл         | Петра Крейсова Шанталь Шкамлова           | 6–7(2), 3–6          |
| Поразка   | 13.  | 7 лютого 2016     | ITF Шарм-еш-Шейх         | Тверде   | Каміла Керімбаєва          | Nora Niedmers Юлія Вахачик                | 2–6, 2–6             |
| Поразка   | 14.  | 28 березня 2016   | ITF Хаммамет, Туніс      | Ґрунт    | Snehadevi Reddy            | Катаріна Гобгарскі Елена Габріела Русе    | 4–6, 4–6             |
| Поразка   | 15.  | 24 квітня 2016    | ITF Шарм-еш-Шейх         | Тверде   | Десіпна Папаміхаїл         | Анастасія Прібилова Naomi Totka           | 1–6, 6–3, [12–14]    |
| Поразка   | 16.  | 30 квітня 2016    | ITF Шарм-еш-Шейх         | Тверде   | Жаклін Крістіан            | Саманта Мюррі Десіпна Папаміхаїл          | 3–6, 2–6             |
| Перемога  | 5.   | 29 травня 2016    | ITF Шарм-еш-Шейх         | Тверде   | Kateryna Slıusar           | Елені Кордолаймі Eetee Maheta             | 6–2, 6–2             |
| Перемога  | 6.   | 3 липня 2016      | ITF Шарм-еш-Шейх         | Тверде   | Sharmada Balu              | Елені Кордолаймі Ana Bianca Mihăilă       | 2–6, 6–3, [10–5]     |
| Поразка   | 17.  | 24 липня 2016     | ITF Шарм-еш-Шейх         | Тверде   | Dhruthi Tatachar Venugopal | Карін Кеннель Вікторія Мунтян             | 6–7(4), 6–2, [4–10]  |
| Поразка   | 18.  | 31 липня 2016     | ITF Шарм-еш-Шейх         | Тверде   | Kateryna Slıusar           | Елені Кордолаймі Shweta Chandra Rana      | 6–4, 5–7, [5–10]     |
| Перемога  | 7.   | 2 жовтня 2016     | ITF Шарм-еш-Шейх         | Тверде   | Зеел Десай                 | Сьюзі Ларкін Тейвія Сельвараджу           | 7–5, 6–4             |
| Поразка   | 19.  | 30 жовтня 2016    | ITF Шарм-еш-Шейх         | Тверде   | Анастасія Прібилова        | Мелані Клаффнер Ana Bianca Mihăilă        | 4–6, 2–6             |
| Поразка   | 20.  | 5 грудня 2016     | ITF Солапур, Індія       | Тверде   | Анастасія Прібилова        | Анастасія Гасанова Світлана Пироженко     | 4–6, 5–7             |
| Поразка   | 21.  | 9 квітня 2017     | ITF Шарм-еш-Шейх         | Тверде   | Сандра Самір               | Ана Веселинович Ю Сяоді                   | 3–6, 5–7             |
| Перемога  | 8.   | 25 вересня 2017   | ITF Джунія, Ліван        | Ґрунт    | Берфу Дженгіз              | Жакеліне Кабадж Авад Фанню Естлунд        | 6–4, 7–5             |
| Перемога  | 9.   | 28 жовтня 2017    | ITF Шарм-еш-Шейх         | Ґрунт    | Linnéa Malmqvist           | Elena-Teodora Cadar Настя Колар           | 5–7, 6–3, [10–3]     |
| Поразка   | 22.  | 12 травня 2018    | ITF Каїр, Єгипет         | Ґрунт    | Сандра Самір               | Lamis Alhussein Abdel Aziz Марія Патраску | 6–4, 3–6, [9–11]     |
| Поразка   | 23.  | 15 липня 2018     | ITF Прокуплє, Сербія     | Ґрунт    | Joanna Zawadzka            | Барбара Бонич Jelena Stojanovic           | 2–6, 1–6             |